# Waldrada di Wormsgau
Waldrada di Wormsgau o Valdrada o Valderada di Wormsgau (835 circa – 9 aprile 869) fu, come seconda moglie di Lotario II, regina consorte di Lotaringia, dall'862 all'865.

## Origine
Non si conosce con esattezza le sue origini familiari, si fanno due ipotesi: figlia o di
- Liudolfo il Grande, conte/duca di Sassonia e Oda dei Billunghi di Turingia (806-869)[senza fonte], o di
- Liudolfo del Friuli e di Oda (o Edvige) del Friuli.[senza fonte]

Comunque secondo lo storico Baron Ernouf, Waldrada di Wormsgau era di nobile famiglia gallo-romana, il fratello, Thetgaud (Dietgold), era vescovo di Treviri e lo zio, Ghunter, era arcivescovo di Colonia, mentre, secondo gli Annales Novienses, era la sorella di Ghunter. Secondo la Vita Sancti Deicoli, Waldrada era imparentata con Eberardo II, conte di Nordgau (comprendeva Strasburgo) della famiglia degli Eticonidi.

## Biografia

### Concubina
Tra l'850 e l'855 Waldrada divenne la concubina del futuro re di Lotaringia, Lotario II, figlio secondogenito del re d'Italia (822-850), poi Imperatore d'Occidente e re di Lotaringia (840-855), Lotario I (795-† 855) e di Ermengarda di Tours (?-† 851), figlia di Ugo di Tours, membro della famiglia degli Eticonidi, che vantavano la loro discendenza dai re merovingi.
Nell'855, il suo amante, Lotario II, su pressione del padre, Lotario I, per stringere legami di parentela con una delle più potenti famiglie del regno, secondo gli Annales Lobienses, accettò di sposarsi con Teutberga (o Teoberga † prima del 25 novembre 875), figlia del conte del Vallese Bosone il Vecchio, capostipite della dinastia Bosonide e sorella dell'abate Uberto († 864).
Sempre secondo Baron Ernouf, poco tempo dopo il suo matrimonio, Lotario II si riaccostò all'amante (Waldrada) e, per liberarsi della moglie, l'accusò di incesto col proprio fratello, Uberto. Ma dopo che un campione della regina si era sottoposto al giudizio di Dio (l'ordalia dell'acqua bollente), Teoberga era stata dichiarata innocente e riammessa a corte.
Dato che Teoberga non riusciva a dargli degli eredi, allo scopo di poter sposare la sua concubina, Waldrada, e di legittimare Ugo, il figlio avuto da quest'ultima, Lotario cercò l'appoggio degli zii, Ludovico il Germanico, re dei Franchi Orientali e Carlo, re dei Franchi occidentali, che glielo negarono, non gradendo che l'erede che Waldrada, aveva dato a Lotario II venisse legittimato.
Ancora una volta, nell'858, Teoberga era stata allontanata dalla corte, ma il fratello, Uberto, l'abate di Saint Maurice-in-Valais, non gradì e, prese le armi, impose a Lotario di riprendersi la sorella.
Nel febbraio 860, Lotario convocò un concilio ad Aquisgrana (o Aix-la-Chapelle), dove di fronte ai vescovi di Lotaringia, la regina Teoberga confessò le sue colpe e fu condannata, per cui fu chiusa in un monastero, ma il sinodo non si pronunciò sulla possibilità di Lotario II di poter contrarre un secondo matrimonio.
Teoberga, riuscì a fuggire dal monastero in cui era stata chiusa e raggiunse il fratello Uberto.
Nel frattempo, il vescovo di Reims, Incmaro aveva composto un voluminoso trattato, il De divorcio Lotharii et Teulbergae, in cui attaccò, da un punto di vista morale e legale, la condanna della regina pronunciata nel sinodo di Aix-la-Chapelle, che riuscì a coinvolgere nella contesa il re Carlo il Calvo, che diede rifugio a Teoberga ed a suo fratello, Uberto che aveva dovuto abbandonare il Vallese e la Lotaringia.

### Il ripudio di Teodeberga e il secondo matrimonio
Nell'861, secondo la Chronica Albrici Monachi Trium Fontium, Lotario aveva ripudiato Teoberga, con l'approvazione del conte Bosone, senza specificare se fosse il fratello, Bosone (820/5-874/8), conte del Vallese o il nipote, Bosone V di Vienne o di Arles (ca. 844-887).
Nell'862, con l'appoggio del fratello Ludovico II e dello zio Ludovico il Germanico, Lotario II convocò un secondo concilio ad Aquisgrana, dove il sinodo dei vescovi annullò il matrimonio con Teoberga, per cui Lotario fu finalmente libero di sposare Waldrada. Secondo l'Herimanni Augiensis Chronicon, il matrimonio fu celebrato nello stesso anno (862), dopo che il legame con Teoberga era stato sciolto, col favore del vescovo di Treviri, Thetgaud (Dietgold), e dell'arcivescovo di Colonia, Ghunter, rispettivamente fratello, e zio di Waldrada.
Teoberga, con l'appoggio di Carlo il Calvo e del vescovo di Reims, Incmaro, si appellò al papa Nicola I, perché annullasse il matrimonio; nello stesso tempo anche Lotario si appellava al papa, perché lo riconoscesse valido. In quel periodo, Carlo il Calvo ebbe un incontro col fratello Ludovico il Germanico, nei pressi di Toul, ed ai vescovi di Lotaringia che rappresentavano Lotario, dichiarò che non avrebbe più avuto rapporti col nipote sino a quando non avesse ripreso con sé Teoberga.
Nell'863, per volere del papa, fu convocato, a Metz, un sinodo di vescovi Franchi nel quale si confermò la validità del matrimonio tra Lotario e Waldrada, basandosi su un preteso matrimonio tra Lotario e Waldrada, precedente all'unione di Lotario con Teoberga.
Ma l'abate Uberto, fratello di Teoberga, intervenne presso il papa Nicola I che, venuto a conoscenza di ciò che era accaduto al sinodo, sconfessò i suoi legati e annullò le decisioni prese a Metz.
Allora Lotario fu abbandonato sia dal fratello, l'imperatore Ludovico, che dallo zio Ludovico il Germanico, che si riavvicinò al fratello Carlo il Calvo e i due, nell'865, si incontrarono a Tusey, nei pressi di Vaucouleurs, dove progettarono la spartizione del regno di Lotario, che spaventato si appellò al papa dichiarandosi disposto ad accettare ogni sua decisione.
Lotario, in cambio della garanzia che gli zii avrebbero rispettato l'integrità dei suoi domini, dovette richiamare nuovamente a corte Teoberga, che rientrò in Lotaringia accompagnata dal legato papale, Arsenio, che il 15 agosto 865 officiò una messa solenne di fronte alla coppia reale, che fu investita delle insegne della sovranità.

### Le nozze annullate e la morte
Waldrada, essendo state dichiarate nulle le sue nozze, fu costretta a partire per Roma, con Arsenio, dove doveva discolparsi di fronte al papa, ma giunta a Pavia, elusa la sorveglianza del legato papale, rientrò in Lotaringia, dove rimase nonostante la scomunica (865) del papa. Secondo il Folcuini Gesta Abbatum Lobiensium, in quell'occasione fu scomunicato anche Lotario.
Il papa Nicola I morì il 13 novembre 867 ed il nuovo papa Adriano II, si mostrò più conciliante con Lotario e liberò immediatamente dalla scomunica Waldrada, che nel frattempo si era ritirata nel convento di Remiremont. Allora Teoberga, stanca della situazione si disse disposta ad autoaccusarsi di fronte al papa, ma Adriano II rifiutò di riceverla, convinto della sua innocenza.
Alla luce di questa nuova situazione, il papa, nell'869, accettò di ricevere Lotario che, sperando nella comprensione di Adriano II, dopo aver visitato il fratello Ludovico, a Benevento, che gli promise il suo sostegno, si recò a Roma. Waldrada non visse abbastanza per conoscere il responso del papa, morì nell'aprile dell'869. Sembra che il papa a Lotario abbia dato una risposta positiva, ma sulla strada del ritorno, l'8 agosto 869, morì, nei pressi di Piacenza.
I figli di Lotario e Waldrada furono dichiarati bastardi e mentre gli zii Ludovico il Germanico e Carlo il Calvo, che avevano parecchi sostenitori tra la nobiltà della Lotaringia, spodestando il legittimo erede, l'imperatore, Ludovico II, fratello di Lotario II, si impossessarono dei domini del nipote e, l'anno seguente, sancirono la spartizione col Trattato di Meerssen.

## Figli
Waldrada a Lotario diede quattro figli:
- Ugo (855 - 895), duca della contea d'Alsazia (867 - 869)[21].
- Gisella (860-908), che nell'882 sposò il duca in Frisia Godfrid[22] († giugno 885), che si era battezzato e l'anno dopo si alleò con Ugo[23], il fratello della moglie. Dopo la morte del marito, si fece monaca nel monastero della Collegiata di Santa Gertrude di Nivelles, divenendone badessa[20], a cui il cugino, re di Lotaringia, Sventibaldo fece due donazioni, una nell'896[24] ed una nell'897[25].
- Berta (863 - 925) che nell'879 sposò il conte d'Arles, Tebaldo[26](860-895, Bosonide, nipote di Teoberga) e nell'898 sposò il marchese di Toscana Adalberto II, detto il Ricco (855-915).
- Ermengarda († 6 agosto dopo l'898, a Lucca, tumulata a Santa Giustina), fu una religiosa, prima in Provenza, poi in Toscana, a cui fu dedicato un epitaffio per la sua morte[27]..

### Fonti primarie
- (LA)  Monumenta Germaniae Historica, Scrptores tomus I.
- (LA)  Monumenta Germaniae Historica, Scrptores tomus IV.
- (LA)  Annales Bertiniani.
- (LA)  Monumenta Germaniae Historica, Scrptores tomus XIII.
- (LA)  Monumenta Germaniae Historica, Scrptores tomus XXIII.
- (LA)  Veterum Scriptorum.
- (LA)  Monumenta Germaniae Historica, Scrptores tomus V.
- (LA)  Monumenta Germaniae Historica, Poetarum Latinorum medii Aevi, tomus IV faccicolus II.

### Letteratura storiografica
- F. Dvornik, Costantinopoli e Roma, in «Storia del mondo medievale», vol. II, 1979, pp. 516–557
- René Poupardin, I regni carolingi (840-918), in «Storia del mondo medievale», vol. II, 1979, pp. 583–635
- (FR) archive.org,  https://archive.org/stream/histoiredewaldra00ernouoft#page/n8/mode/1up. URL consultato il Baron Ernouf (1858) Histoire de Waldrade, de Lother II et de leurs descendants (Paris).